# Erbicid

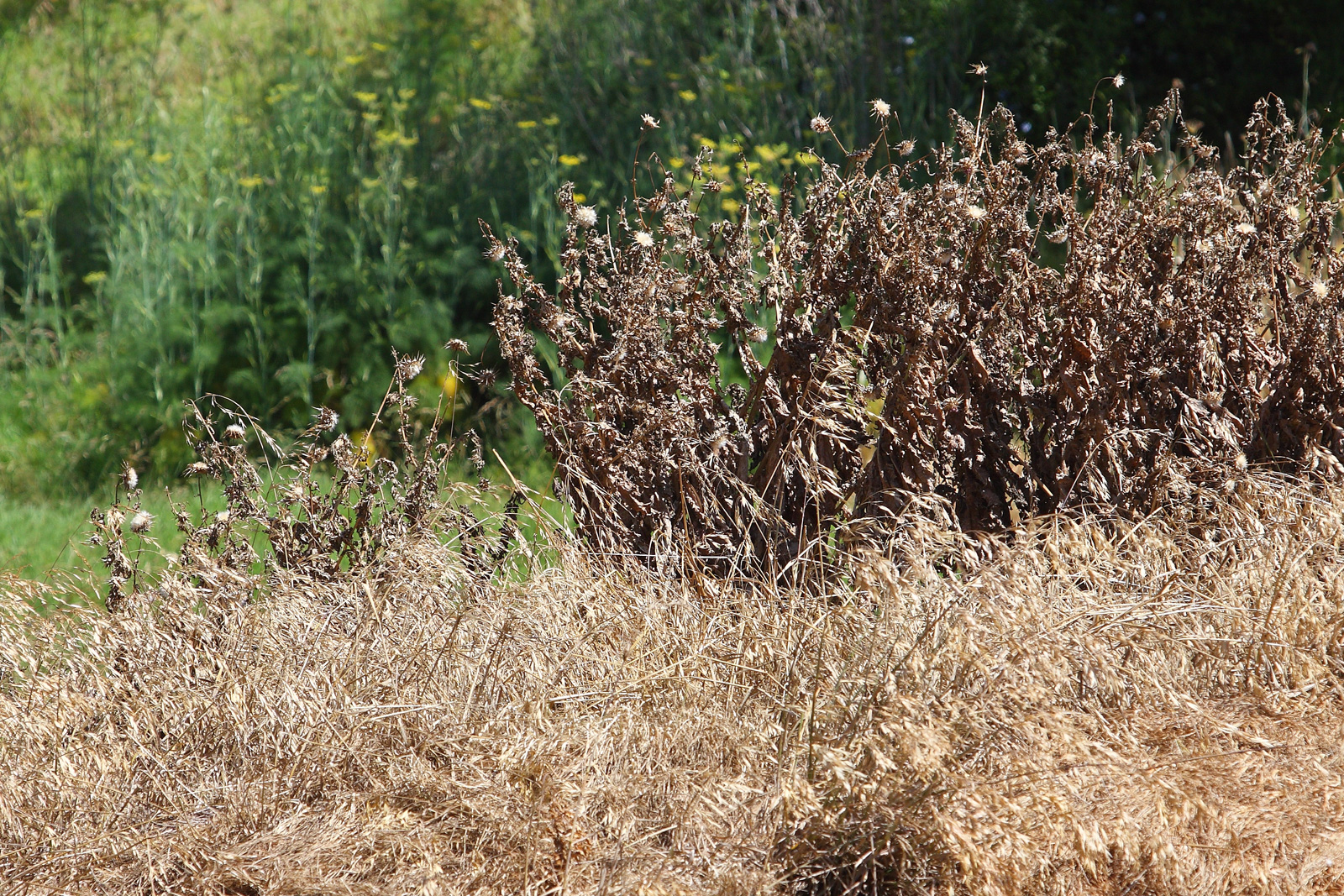
Buruieni distruse de un erbicid

Erbicidele sunt substanțe chimice cu acțiune toxică selectivă (limitată la unele specii vegetale) sau generală (pentru orice specie), folosite pentru distrugerea buruienilor din culturile agricole, de pe diferite terenuri (drumuri, căi ferate) etc. Erbicidele selective distrug anumite plante și lasă culturile dorite relativ nederanjate.

## Legături externe
- „Erbicid” la DEX online